# Леополд Вилхелм фон Хабсбург
Леополд Вилхелм Австийски (на немски: Leopold Wilhelm von Österreich) oт династията Хабсбург е четиридесет и шестият Велик магистър на рицарите от Тевтонския орден.